# Bierutów (gemeente)
De gemeente Bierutów is een stad- en landgemeente in het Poolse woiwodschap Neder-Silezië, in powiat Oleśnicki.
De zetel van de gemeente is in Bierutów.
Op 30 juni 2004 telde de gemeente 10 271 inwoners.

## Oppervlakte gegevens
In 2002 bedroeg de totale oppervlakte van gemeente Bierutów 147,07 km², waarvan:
- agrarisch gebied: 70%
- bossen: 23%

De gemeente beslaat 14,01% van de totale oppervlakte van de powiat.

## Demografie
Stand op 30 juni 2004:
| Omschrijving                   | Totaal | Totaal | Vrouwen | Vrouwen | Mannen | Mannen |
| ------------------------------ | ------ | ------ | ------- | ------- | ------ | ------ |
| eenheid                        | aantal | %      | aantal  | %       | aantal | %      |
| inwoners                       | 10 271 | 100    | 5283    | 51,4    | 4988   | 48,6   |
| bevolkingsdichtheid (inw./km²) | 69,8   | 69,8   | 35,9    | 35,9    | 33,9   | 33,9   |

In 2002 bedroeg het gemiddelde inkomen per inwoner 1183,2 zł.

## Administratieve plaatsen (sołectwo)
Gorzesław, Jemielna, Karwiniec, Kijowice, Kruszowice, Paczków, Posadowice, Radzieszyn, Sątok, Solniki Małe, Solniki Wielkie, Stronia, Strzałkowa, Wabienice, Zawidowice, Zbytowa.

## Aangrenzende gemeenten
Dziadowa Kłoda, Jelcz-Laskowice, Namysłów, Oleśnica, Wilków